# Geopora
Geopora is een geslacht van schimmels dat behoort tot de familie Pyronemataceae. De typesoort is Geopora cooperi.

## Soorten
Volgens Index Fungorum telt het geslacht 24 soorten (peildatum januari 2024): 
| Soortnaam                                  | Auteur(s)                         | Publicatiejaar |
| ------------------------------------------ | --------------------------------- | -------------- |
| Geopora ahmadii                            | Saba, T. Ashraf, Khalid & Pfister | 2019           |
| Geopora annulata                           | Gilkey                            | 1916           |
| Geopora arenicola (Zandputje)              | (Lév.) Kers                       | 1974           |
| Geopora arenosa                            | (Fuckel) S. Ahmad                 | 1978           |
| Geopora brunneola                          | Harkn.                            | 1899           |
| Geopora cercocarpi                         | D. Southw. & J.L. Frank           | 2011           |
| Geopora cervina                            | (Velen.) T. Schumach.             | 1979           |
| Geopora clausa                             | (Tul. & C. Tul.) Burds.           | 1968           |
| Geopora cooperi                            | Harkn.                            | 1885           |
| Geopora foliacea (Bleke grondbekerzwam)    | (Schaeff.) S. Ahmad               | 1978           |
| Geopora glabra                             | Gilkey                            | 1939           |
| Geopora graveolens                         | W. Oberm.                         | 1913           |
| Geopora lateritia                          | (Fogel & States) Healy & M.E. Sm. | 2019           |
| Geopora longii                             | (Seaver) Korf & Burds.            | 1968           |
| Geopora magnifica                          | Gilkey                            | 1916           |
| Geopora nicaeensis                         | (Boud.) M. Torre                  | 1976           |
| Geopora perprolata                         | B.C. Zhang                        | 1992           |
| Geopora pinyonensis                        | Flores-Rent. & Gehring            | 2014           |
| Geopora ramila                             | S. Jamali & M. Sheibani           | 2019           |
| Geopora sepulta                            | (Fr.) Korf & Burds.               | 1968           |
| Geopora sinensis                           | L. Fan & L.J. Guo                 | 2019           |
| Geopora sumneriana (Cedergrondbekerzwam)   | (Cooke ex W. Phillips) M. Torre   | 1976           |
| Geopora tenuis (Afgeplatte grondbekerzwam) | (Fuckel) T. Schumach.             | 1979           |
| Geopora tolucana                           | G. Guevara, Göker & Stielow       | 2012           |